# Jean-Baptiste Vigouroux
Pour les articles homonymes, voir Vigouroux.
Jean-Baptiste Vigouroux, né le  24 août 1816 à Auriac-l'Église (Cantal) et mort le 29 août 1898  au Mont-Dore (Nouvelle-Calédonie), est un prêtre catholique missionnaire français, membre de la Société de Marie.

## Biographie
Jean-Baptiste Vigouroux est ordonné prêtre en 1842. En 1848 il rejoint la Société de Marie qui l'envoie en mission en Océanie. Il y fonde la première mission catholique de Nouvelle-Calédonie en 1851. 
Le 24 août 1853, il signe l’acte de prise de possession de la Nouvelle-Calédonie par la France [réf. nécessaire].
Il conçoit les plans du nouveau petit séminaire de Saint-Flour (Cantal)[réf. nécessaire], ainsi que de plusieurs bâtiments et églises dont celles de Tyé, Nakety et Saint-Louis en Nouvelle-Calédonie. Il est également à l'origine du percement d'un canal et de la construction d'une roue hydraulique qui ont permis la mise en place d'une scierie et d'une imprimerie, ainsi que de la quasi-totalité des bâtiments de la mission.
Il est mort au Mont-Dore (Nouvelle-Calédonie) en 1898.

## Hommage
Un collège privé porte son nom à Poindimié.